# Jean Axouch
Jean Axouch (né à Nicée en 1087, mort autour de 1150), d'origine turque seldjoukide, a été un conseiller et un ami de Jean II Comnène. Il se montra fidèle successivement à Jean et Manuel Ier lors de leurs couronnements.

## Biographie

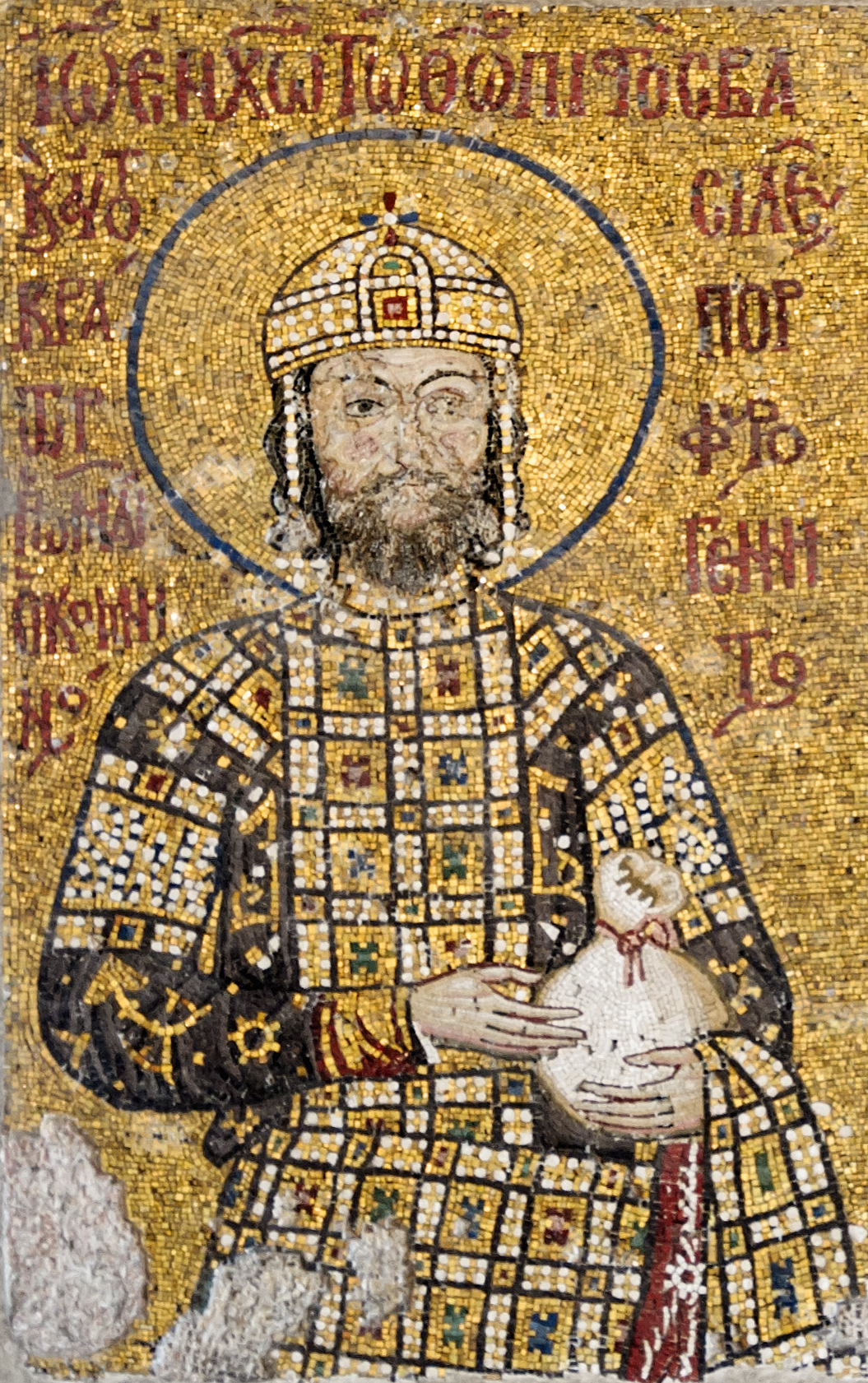
L'empereur byzantin et ami de Axouch, Jean II Comnène.

Au cours du siège de Nicée, le 19 mai 1097, les croisés conquièrent la ville contre la volonté des byzantins, la pillent et massacrent notamment la famille de Jean Axouch alors enfant, il n'est épargné qu'en raison de son jeune âge. Capturé, il est offert comme présent de la victoire sur les Turcs à Alexis Ier Comnène. Alexis traite Axouch comme son fils, il vit à la cour au sein de la famille impériale et son protecteur fait en sorte qu'Axouch devienne un frère et un ami pour Jean, du même âge que lui.
En 1118 Alexis meurt et Jean lui succède. Celui-ci nomme alors Axouch grand domestique (chef de l'armée, Megas Domestikos). Axouch est le seul véritable ami de Jean aussi il ordonne à toute la famille impériale de s'associer à lui pour le féliciter.
L'empereur Jean II s'aperçoit vite de son bon choix car son fidèle ami Jean Axouch fait échec à un complot visant à l'assassiner et organisé par sa sœur, Anne Comnène, et par son mari, Nicéphore Bryenne qui a dénoncé le complot à Axouch. Jean II informé, il oblige sa sœur à prendre l'habit monastique et à être recluse dans un monastère, confisquant ses nombreux biens et terres qu'il propose à Axouch en un signe de gratitude. Axouch sagement refuse, car il est conscient que cela aurait envenimé les relations avec la famille impériale ainsi que celles auprès de la haute aristocratie de Constantinople.
L'empereur, un militaire dans l'âme, dirige tous les ans des campagnes militaires, Axouch, toujours à ses côtés, participe à toutes les campagnes, et aussi aux retours triomphants à Constantinople. C'est le cas en 1119 lorsque l'empereur entreprend une campagne contre les Turcs Seldjoukides. Axouch est en mesure de démontrer sa qualité de stratège, même s'il n'a jamais commandé une armée, lors du siège de Laodicée qu'il dirige. Il réussit à prendre la ville, offrant une victoire rapide à Jean II qui lui permet d'annexer l'ensemble de l'Antalya à l'empire. À la fin de l'automne, lorsque la campagne est terminée, l'empereur rentre à Constantinople avec Axouch, triomphant.
En 1143 Axouch  prend part avec Jean et les quatre fils de celui-ci à la campagne contre Antioche. Antioche est conquise, mais quelques jours plus tard, Jean meurt au cours d'une chasse. Axouch le pleure. L'un des fils de Jean, Manuel, lui succède, Axouch lui jure fidélité.
Le 8 avril 1143, Axouch est nommé régent de l'empereur byzantin Manuel Ier. Le premier ordre qu'il reçoit en qualité de régent, est de se rendre à Constantinople afin d'arrêter le frère de l'empereur, Isaac, qui a en sa possession les clés du trésor et l'insigne impérial. En peu de temps, Axouch rejoint Constantinople où la nouvelle de la mort de l'empereur n'est pas encore parvenue, il arrête Isaac et un deuxième Isaac, un oncle de Manuel. Après cela, il se rend à Saint-Sophie où il réunit le clergé. À cette période, aucun patriarche n'est nommé, il promet aux ecclésiastiques une forte somme pour une rente annuelle s'ils couronnent Manuel Ier. Ceux-ci, très contents de l'offre, acceptent.
Manuel rentre mi-août 1143 et il nomme Michel II Courcouas patriarche avec l'approbation du clergé qui organise une cérémonie à Sainte-Sophie pour le sacre de Manuel. Manuel félicite son fidèle Axouch. Quelques jours après son intronisation, Manuel ordonne la libération de son frère et son oncle qui ne représentent plus un danger.

## Famille
Axouch a un fils qui s'appelle Alexis en mémoire de l'empereur Alexis Ier.